# Fréquentation
La fréquentation pour un lieu public ou privé (bibliothèque, gare, église, école, point de vente, cinéma, visite chez quelqu'un, etc.) désigne le fait de rencontrer/recevoir des personnes. Il s'agit généralement d'une visite renouvelée, parfois pour un acte d'achat ou de vente.

## Historique

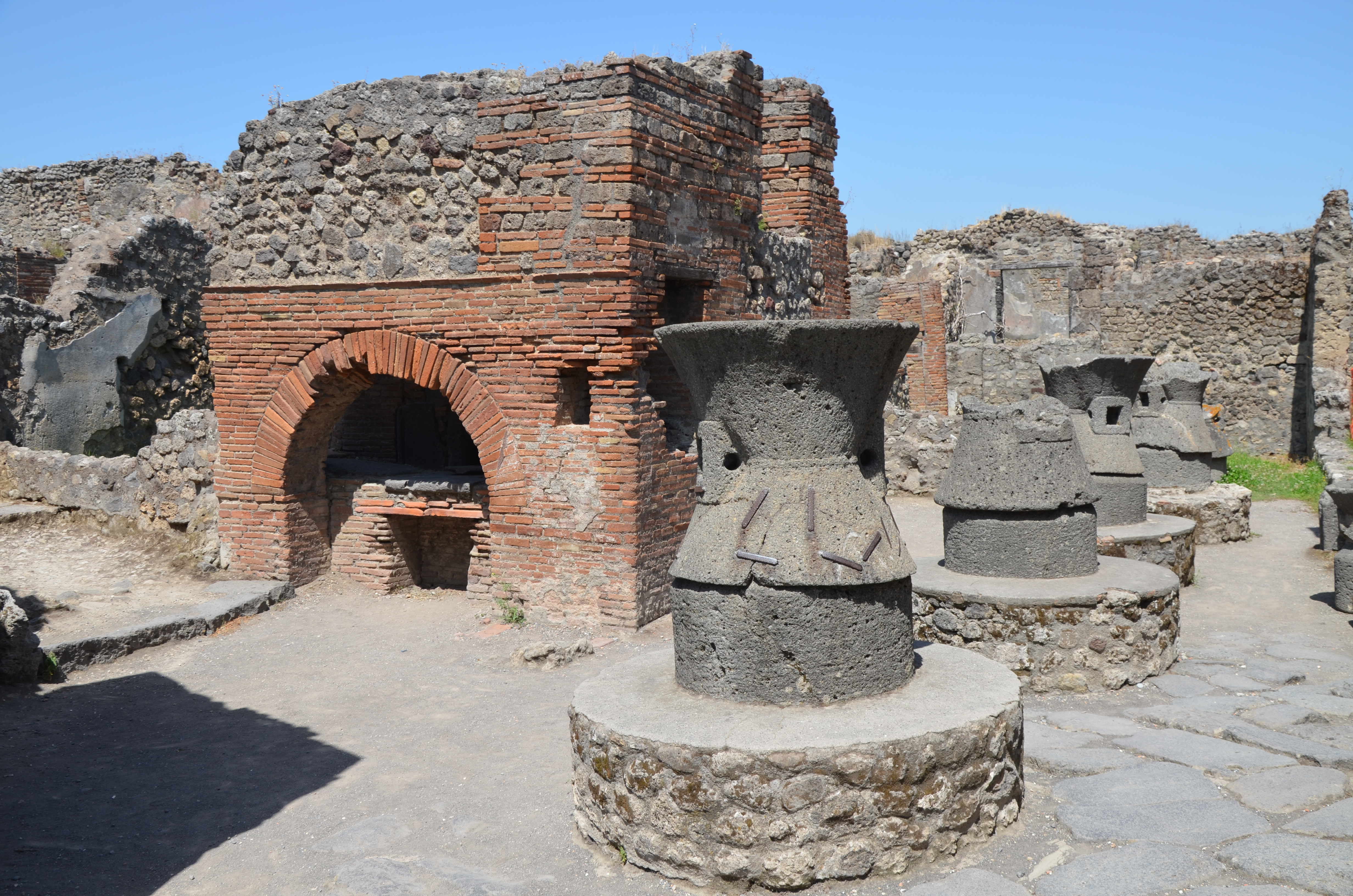
Boulangerie fournissant des boutiques fréquentées et des vendeurs ambulants à Pompéi.

Au XIVe siècle, ce terme est emprunté au latin classique frequentatio « abondance, emploi fréquent »; il concerne ensuite au XIXe siècle la relation de personne à personne, voire de personne à animal. « Avoir de drôles de fréquentations » désigne en français, depuis lors, la fréquentation d'un ensemble de personnes « peu recommandées » socialement.
La fréquentation est liée à la fréquence, du latin classique fréquentia signifiant « affluence, foule » en même temps que « abondance » : on retrouve fréquence pour désigner l'assemblée dans les églises au XIIe siècle et la répétition de ce rassemblement, (répétition qui n'a pas forcément de caractère régulier dans le temps), dès la fin XVIe siècle.
La fréquentation des lieux les a fait nommer par besoin de désigner l'endroit, la plupart du temps dans la  structure des lieux-dits. Après que l'urbanisme des villes antiques ait défini des zones interdites par les dieux, la fréquentation peut être traditionnellement depuis le XIIe siècle réprouvée car porteuse d'une malédiction divine aboutissant au « lieu maudit », à la « personne maudite ». Les lieux identitaires, les lieux fréquentables, les foyers sont pareillement ordonnés.
La fréquentation entre individus est, selon les cas, librement choisie ou non ; elle se fait habituellement sur les bases de la noblesse aboutissant la classe sociale dans des regroupements historiques effectués sur les lieux concernés. La ville par sa densité se construit dès ses origines avec une promiscuité contraire à la bienséance due et associée à la proximité. La fréquentation en milieu urbain a fait l'objet d'une recherche pour « canaliser » les flux par nature personnes ou véhicule.
Cette vision urbaine sera suivie au XXe siècle d'une concrétisation par l'urbanisme sur dalle.
La fréquentation est un facteur économique important concernant le patrimoine. La fréquentation économique de terres étrangères a abouti à leur annexion et l'esclavage.

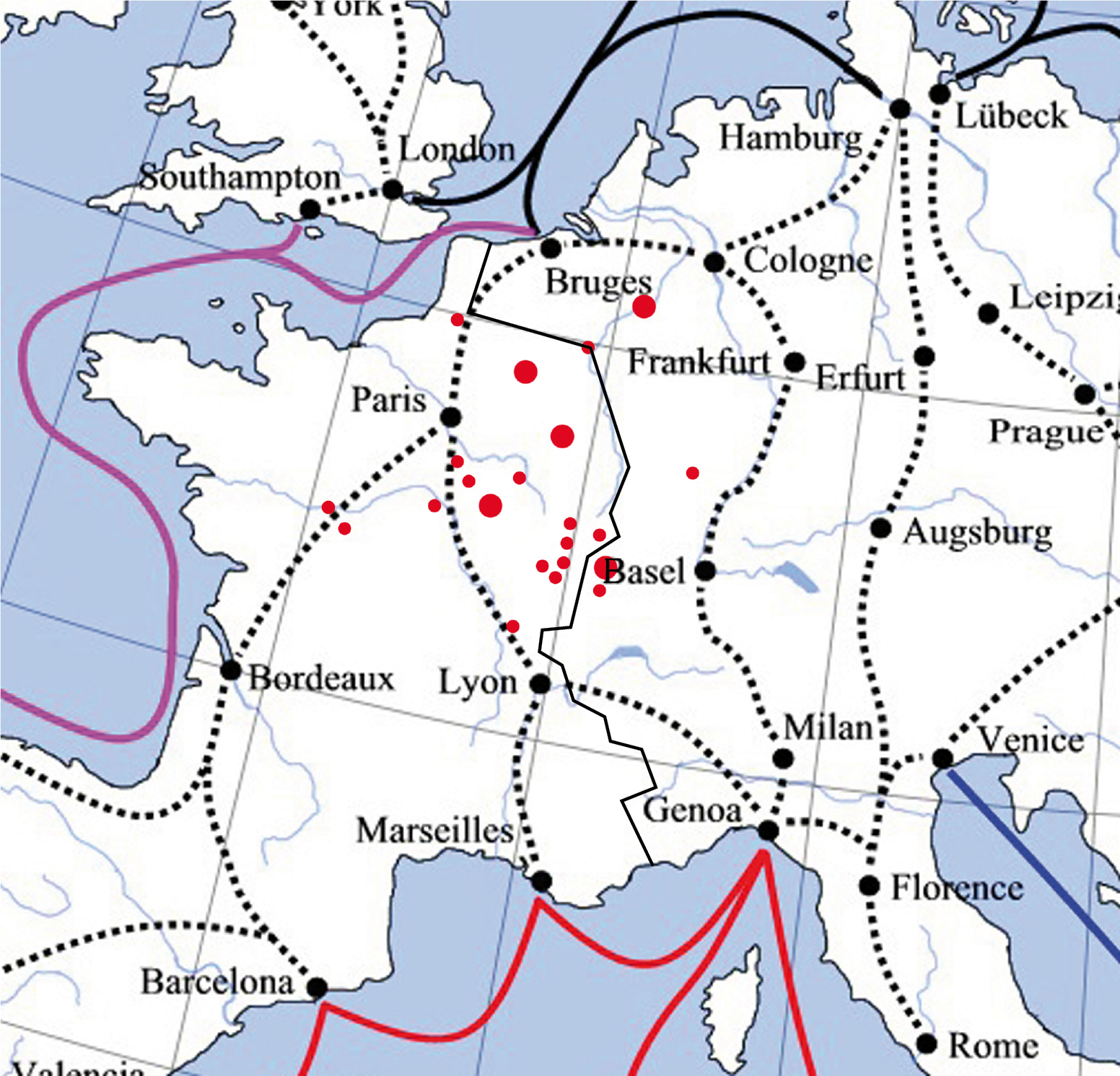
Routes commerciales établies au XVIe siècle.

La fréquentation intense des mers et des voies navigables en plus des chemins terrestres, donnée par les infrastructures de ports associées à des flottes établies au XVe siècle a permis l'enrichissement par le commerce et sont devenues les routes commerciales
La fréquentation d'un groupe particulier, d'une « minorité pensante » pratiquant l'échange épistolaire pendant le siècle des lumières a modifié la mentalité de la population occidentale et a abouti à ce qu'on dénomme la démocratie.
La fréquentation des médias à partir de l'invention pratique de la TSF dans l'entre-deux-guerres a permis la publicité orale moderne (la propagande est une publicité politique) pour les audiences nationales.

## Lieux de fréquentation
La nature des lieux indique le type de fréquentation et le motif qui peut être une convention sociale établie selon la culture du groupe d'individus. Elle décrit les grandes nécessités de la vie chez les hommes mais aussi chez les animaux. 
Chez les hommes vivant dans une structure comprenant l'échange économique:

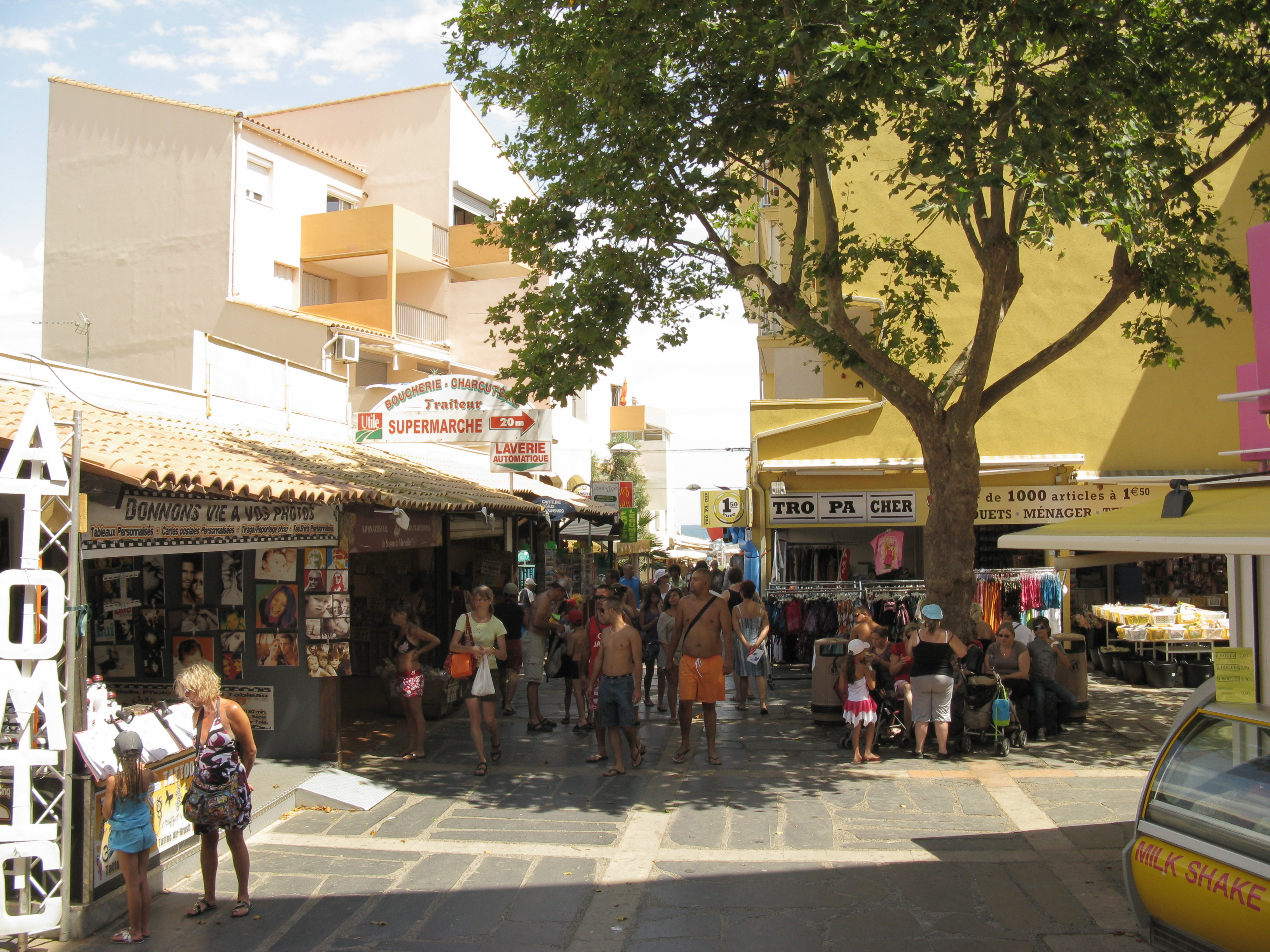
Société de consommation des vacances en France : affluence dans une rue de boutiques d'une ville nouvelle (1970) due à aménagement du littoral.

1. « lieu de culte » (église, etc) , mairie, tribunaux,
2. café, lieu de réunion militante de politique,
3. bibliothèque, musée, galerie, jardin et parc,
4. gare, port, aéroport, voiture, chemin de randonnée,
5. école, congrès,
6. lieux de vacances, hôtels pour les déplacements professionnels, caserne, prisons,
7. point de vente, vente sur internet, marché de consommation courante, foire, place de marché financier, bourse de travail,
8. cinéma, théâtre, restaurant, activité sportive, maison close, casino,
9. visite chez quelqu'un, souhait de se mettre en couple,
10. hôpitaux,
11. cimetière, mémorial,
12. etc.

## Caractéristiques de la fréquentation
Dans la socialisation, si la fréquentation est souhaitée ou déplorée pour des raisons morales, son inverse, la non-fréquentation, est pareillement espérée ou regrettée pour les mêmes raisons morales dans des cas répertoriés qui font partie de l'éducation (comprenant l'instruction scolaire).
Économiquement la sur-fréquentation est le signe de la non-vertu au niveau macro-économique de l'élément considéré croisé avec la conduite individuelle des pratiquants, la sous-fréquentation, son inverse, est elle aussi le fait d'une mauvaise régulation.
La caractéristique principale de la fréquentation est par, sa trace gardée (par ou hors du pouvoir local), la fabrication de l'histoire d'une population et l'explication des éléments bâtis d'urbanisation. Ce qui est fréquenté évolue et fait l'objet de modes lorsque cela reflète le libre-arbitre de l'individu.
Le taux de fréquentation représente la répétitivité par lieu et l'indice la répétitivité par individu.

## En dehors de la vente
La fréquentation représente une nécessité dans la structure sociale pour par exemple l'éducation.

La fréquentation de certains éléments-lieux représentant la structure sociale n'est pas choisie par l'individu pour par exemple les déclarations de naissance, l'internement psychiatrique, les peines de prison.

Elle participe donc aux éléments constitutifs de la société, ses usages, ses lois, ses termes constitutionnels (tels qu'en France « la liberté, l'égalité, la fraternité »).
 
Chaque groupe fréquenté par l'individu l'influe. Cette influence peut être positive — comme ce fut le cas pendant le siècle des lumières — ou négative et atteindre le conflit armé.

## Pour la vente
La fréquentation n'est généralement pas uniforme. Elle peut varier selon différents paramètres selon le flux concerné :
Par exemple pour la vente en magasin:
- L'horaire dans la journée
- Le jour dans la semaine ou dans le mois
- La saison ou périodes de vacances.

La fréquentation dépend de la nature de l'achat, elle peut être provoquée par les systèmes de fidélisation de clientèle permettant de l'identifier (elle déterminera l'achat impulsif profitable pour le vendeur).

La fréquentation peut aussi être la synergie d'emplacement : par exemple office notarial avoisinant des agences immobilières qui se sont mises en contiguïté à un endroit de passage fréquenté, entreprises de pompes funèbres à proximité de cimetière. La zone de chalandise permet d'apprécier une fréquentation pour un lieu de vente nouveau.

### Mesure de la fréquentation dans le commerce
Il est facile de recenser le nombre et l'importance des achats (via par exemple le nombre des tickets édités par les caisses enregistreuses). Il est plus malaisé de connaitre le nombre de visites sans achat : ces visites nécessitent un comptage manuel ou électronique des entrées.

### Interprétation du niveau et des variations de la fréquentation dans le commerce
Le chiffre d'affaires réalisé par un point de vente sur une période donnée s'exprime comme étant la multiplication entre  le nombre de tickets ou de factures émis et la valeur moyenne (ou panier moyen) du ticket ou de la facture émise.
Généralement, les professionnels de la distribution utilisent le premier terme (nombre de tickets ou de factures émises) pour suivre et estimer le niveau de la fréquentation. Cependant, l'interprétation des variations de cet indicateur se révèle assez complexe : Les causes possibles d'une baisse ou d'une hausse de la fréquentation sont à rechercher aussi bien dans des facteurs internes (donc en principe connaissables et maîtrisables) tenant à la performance du point de vente que dans des facteurs externes (donc non facilement repérables et en général non maîtrisables) tenant à l'environnement et/ou à la concurrence.